# Тархуна
Тархуна (араб. ترهونة‎) — город в Ливии, муниципалитет Эль-Маргаб. Расположен в 80 км к югу от Триполи. Население (вместе с Мисллатой) по переписи 2003 года составляло 296 000 человек. В XIX — пер. пол. XX века был известен под названием Аль-Бойрат. Своё нынешнее название получил с обретением Ливией независимости. Крупный производитель сельскохозяйственной продукции (оливковое масло, зерновые, фиги, виноград, орехи). Юридический факультет университета Аль-Нассера.